# پرواز شماره ۱۱۱ سوئیس‌ایر
پرواز شمارهٔ ۱۱۱ سوئیس‌ایر (به انگلیسی: Swissair Flight 111) یک پرواز بین‌المللی برنامه‌ریزی‌شدهٔ مسافری بود که از
فرودگاه بین‌المللی جان اف کندی در نیویورک، ایالات متحدهٔ آمریکا به فرودگاه بین‌المللی ژنو در ژنو، سوئیس پرواز می‌کرد. این پرواز با دلتا ایرلاینز قرارداد نماد مشترک داشت. در ۲ سپتامبر ۱۹۹۸ میلادی، هواپیمای مک‌دانل داگلاس ام‌دی-۱۱ با شمارهٔ دم HB-IWF در اقیانوس اطلس در جنوب غربی فرودگاه بین‌المللی هلفکس استانفیلد در ورودی خلیج مارگارتس در نوا اسکوشیا سقوط کرد. محل سقوط ۸ کیلومتر از ساحل فاصله داشت. همهٔ ۲۲۹ مسافر و خدمهٔ این هواپیما کشته شدند که این حادثه، مرگبارترین حادثهٔ مک‌دانل داگلاس ام‌دی-۱۱ در تاریخ هوانوردی است.همچنین همسر تاجر لیلا سودآور دیبا،محمود دیبا از ایران در این سانحه جان باخت.
برنامهٔ جستجو و نجات، عملیات بازیابی، و بررسی توسط دولت کانادا بیش از چهار سال طول کشید و ۵۷ میلیون دلار کانادا هزینه داشت. تحقیقات انجام‌شده توسط هیئت ایمنی حمل و نقل کانادا (TSB) به این نتیجه رسید که مواد قابل اشتعال به کار رفته در ساختار هواپیما باعث آتش‌سوزی شده و در پی آن، کنترل هواپیما از دست خدمه خارج شده و منجر به سقوط هواپیما شد. چندین توصیه گسترده ارائه شد که در استانداردهای جدید اداره هوانوردی فدرال گنجانده شده‌است.
پرواز شمارهٔ ۱۱۱ سوئیس‌ایر به دلیل محبوبیتش در بین مقامات سازمان ملل متحد که بین دو مرکز بزرگ سازمان سفر می‌کردند، به «شاتل سازمان ملل» معروف بود. در این پرواز مدیران تجاری، دانشمندان و محققان نیز حضور داشتند.

## قربانیان
| ملیت                | مسافران | خدمه | مجموع |
| ------------------- | ------- | ---- | ----- |
| افغانستان           | ۱       | -    | ۱     |
| کانادا              | ۴       | -    | ۴     |
| چین                 | ۱       | -    | ۱     |
| مصر                 | ۱       | -    | ۱     |
| فرانسه              | ۴۲      | -    | ۴۲    |
| آلمان               | ۱       | -    | ۱     |
| یونان               | ۱       | -    | ۱     |
| هند                 | ۱       | -    | ۱     |
| ایران               | ۱       | -    | ۱     |
| ایتالیا             | ۳       | -    | ۳     |
| لبنان               | ۲       | -    | ۲     |
| مکزیک               | ۱       | -    | ۱     |
| روسیه               | ۱       | -    | ۱     |
| عربستان سعودی       | ۱       | -    | ۱     |
| سنت کیتس و نویس     | ۱       | -    | ۱     |
| اسپانیا             | ۱       | -    | ۱     |
| سوئد                | ۱       | -    | ۱     |
| سوئیس               | ۳۵      | ۱۳   | ۴۸    |
| بریتانیا            | ۳       | -    | ۳     |
| ایالات متحده آمریکا | ۱۱۷     | ۱    | ۱۱۸   |
| یوگسلاوی            | ۱       | -    | ۱     |
| مجموع               | ۲۱۵     | ۱۴   | ۲۲۹   |

۱۳۲ آمریکایی (شامل یک مهماندار دلتا ایرلاینز و یک مهماندار یونایتد ایرلاینز)، ۴۱ سوئیسی (شامل ۱۳ خدمه)، ۳۰ فرانسوی، ۳ انگلیسی، ۳ کانادایی، ۳ ایتالیایی، ۲ یونانی، ۲ لبنانی، هر کدام یک نفر از افغانستان، چین، آلمان، هند، ایران، روسیه، عربستان سعودی، اسپانیا، سنت کیتس و نویس، مکزیک، سوئد، و یوگسلاوی و چهار مسافر دیگر در این پرواز حضور داشتند.
جاناتان مان، رئیس سابق برنامهٔ ایدز سازمان بهداشت جهانی و همسرش، ماری لو کلمنتس-مان، محقق ایدز، در این پرواز کشته شدند.

## هواپیما و خدمه
این هواپیما، یک مک‌دانل داگلاس ام‌دی-۱۱ هفت ساله، با شمارهٔ سریال ۴۸۴۴۸ و شمارهٔ دوم HB-IWF، در سال ۱۹۹۱ تولید شد، و سوئیس‌ایر تنها اپراتور آن بود. این هواپیما به افتخار کانتون وو سوئیس به همین نام ملقب شده بود. کابین دارای ۲۴۱ صندلی بود. صندلی‌های کلاس درجهٔ یک و کلاس بیزینس به سیستم‌های سرگرمی در پرواز (IFE) از فناوری‌های پرواز تعاملی مجهز شده‌بودند. این هواپیما با سه موتور پرت اند ویتنی پی‌دابلیو۴۰۰۰ کار می‌کرد و تا قبل از سقوط، بیش از ۳۶٫۰۰۰ ساعت پرواز داشت.
سیستم سرگرمی حین پرواز اولین سیستم‌های از این نوع بود که در این هواپیما تجهیز شده‌بود. این به مسافران درجهٔ یک و بیزینس اجازه می‌داد که وب‌گردی کنند، فیلم‌ها و بازی‌هایی را انتخاب کنند و قمار کنند. این سیستم یک سال قبل از حادثه، بین ۲۱ اوت تا ۹ سپتامبر ۱۹۹۷، در کلاس تجاری نصب شد. به دلیل تأخیر در تحویل، پنج ماه بعد در کلاس درجهٔ یک نصب شد.
کاپیتان این هواپیما، اورس زیمرمان ۵۰ ساله بود. در زمان حادثه، او تقریباً ۱۰٫۸۰۰ ساعت پرواز داشت که ۹۰۰ ساعت آن با هواپیمای ام‌دی-۱۱ بود. او معلم خلبان ام‌دی-۱۱ نیز بود. او قبل از آغاز کارش با سوئیس‌ایر، از سال ۱۹۶۶ تا ۱۹۷۰، خلبان جنگنده در نیروی هوایی سوئیس بود.
خلبان دوم، استفان لوو ۳۶ ساله، تقریباً ۴٫۸۰۰ ساعت پرواز داشت که ۲۳۰ ساعت آن در ام‌دی-۱۱ بود. او مربی ام‌دی-۸۰ و ای۳۲۰ بود. او از سال ۱۹۸۲ تا ۱۹۹۰، خلبان نیروی هوایی سوئیس بود. همهٔ مهمانداران پرواز ۱۱۱ سوئیس‌ایر نیز واجد شرایط، دارای گواهینامه، و مطابق با مقررات سازمان‌های هوانوردی مشترک سوئیس بودند.